# 테사 뷜라르트
테사 뷜라르트(네덜란드어: Tessa Wullaert, 1993년 3월 19일 ~ )는 벨기에의 여자 축구 선수이다. 포지션은 공격수이며, 현재 잉글랜드 FA 여자 슈퍼리그 소속 클럽인 맨체스터 시티 WFC 소속이다.

## 클럽 경력
2008년부터 2012년까지 벨기에 여자 퍼스트디비전 소속 클럽인 SV 쥘터 바레험 소속으로 뛰었으며 2012-13 시즌에 벨기에와 네덜란드의 통합 여자 축구 리그인 베네리그가 출범하면서 RSC 안데를레흐트로 이적했고 팀의 벨기에 여자컵 1회 우승에 경험했다. 2013년부터 2015년까지 스탕다르 리에주 소속으로 뛰면서 팀의 베네리그 1회 우승과 벨기에 여자컵 1회 우승을 경험했다.
2015년 5월에 독일 프라우엔-분데스리가 소속 클럽인 VfL 볼프스부르크 소속으로 뛰었으며 2018년에는 잉글랜드 FA 여자 슈퍼리그 소속 클럽인 맨체스터 시티로 이적했다.

## 국가대표 경력
2011년 UEFA U-17 여자 축구 선수권 대회에 참가했으며 같은 해에 벨기에 여자 축구 국가대표팀 선수로 발탁되었다.

## 수상

### 클럽
RSC 안데를레흐트
- 벨기에 여자컵 1회 우승 (2012-13)

스탕다르 리에주
- 베네리그 1회 우승 (2014-15)
- 벨기에 여자컵 1회 우승 (2013-14)

VfL 볼프스부르크
- 프라우엔-분데스리가 1회 우승 (2016-17)
- 여자 DFB-포칼 3회 우승 (2015-16, 2016-17, 2017-18)

맨체스터 시티
- FA 여자 리그컵 1회 우승 (2018-19)

### 개인
- 2014-15 베네리그 최다 득점자 수상
- 2016년 벨기에 여자 골든슈 수상
- 2018년 벨기에 여자 골든슈 수상